# バッファロー・ブルース
バッファロー・ブルース (Buffalo Blues) は、1914年と1915年にニューヨーク州バッファローを本拠地として、メジャーリーグベースボールのフェデラル・リーグで活動していたプロ野球球団。1914年には「バッファロー・バフェッズ」(Buffalo Buf-feds) と名乗っていた。

## 球団史
1914年のフェデラル・リーグ創設時に結成された。1914年はベテラン投手ラス・フォードが21勝6敗と活躍、攻撃面ではチャーリー・ハンフォードが174安打、90打点を挙げてチームを引っ張った。シーズン途中に、シカゴ・ホワイトソックスから一塁手のハル・チェイスが移籍加入、75試合に出場して.347の打率を残し、チームは1年目のシーズンを勝ち越しで終えた。
チェイスは翌1915年にリーグ最多の17本塁打を放ち、89打点を挙げる活躍をしてチームを牽引、投手ではアル・シュルツが21勝、フレッド・アンダーソンが19勝を挙げたが、チームは序盤の出遅れが響いて優勝争いに絡めず、この年の勝率は5割に満たなかった。1915年のフェデラル・リーグ解散とともにチームは消滅した。中心選手だったチェイスは、その後1916年に首位打者と最多安打を記録、同じくアンダーソンは1917年に最優秀防御率投手となった。

## 戦績
※順位は勝率による。
| 年度   | リーグ | 試合 | 勝利 | 敗戦 | 勝率 | 順位 | 監督                                                   | 本拠地                                 |
| ------ | ------ | ---- | ---- | ---- | ---- | ---- | ------------------------------------------------------ | -------------------------------------- |
| 1914年 | FL     | 155  | 80   | 71   | .530 | 4位  | ラリー・スクラフライ                                   | International Fair Association Grounds |
| 1915年 | FL     | 153  | 74   | 78   | .487 | 6位  | ラリー・スクラフライ ウォルター・ブレア ハリー・ロード | International Fair Association Grounds |

## 主な球団記録
打撃記録
- 通算安打数：267（ボルディ・ルーデン）
- 通算本塁打：20（ハル・チェイス）
- 通算打点数：137（ハル・チェイス）
- 通算盗塁数：65（ボルディ・ルーデン）

投手記録
- 通算勝利数：32（フレッド・アンダーソン）
- 通算奪三振：286（フレッド・アンダーソン）